# اولگب
اولگب (به لاتین: Ulgeb) یک منطقهٔ مسکونی در روسیه است که در داغستان واقع شده‌است.